# Jasmine Thompson
Jasmine Thompson (ur. 8 listopada 2000 w Londynie) – brytyjska piosenkarka i autorka piosenek tworząca muzykę z gatunku pop.

## Życiorys
Jasmine zaczęła swoją karierę w 2010, mając 10 lat. W 2011 zamieściła w serwisie YouTube swój film sprzed roku, w którym śpiewa piosenkę Bruno Marsa. Potem nagrała jeszcze wiele coverów. Mówiono o niej, że ma niesamowity jedwabisty, matowy głos. Wspierało ją BBC Radio 1 oraz Perez Hilton. W 2013 odbył się jej pierwszy występ w radiu. Nagrała też cover Chaki Khan i grupy Rufus – Ain't Nobody, który po wydanym w 2015 roku remiksie niemieckiego DJ-a i producenta muzycznego Felixa Jaehna pod tytułem Ain’t Nobody (Loves Me Better) przyniósł jej większy rozgłos. Wystąpiła w singlu Robina Schulza Sun Goes Down. W 2015 nagrała swój pierwszy singiel Adore. 26 sierpnia 2016 roku została gościem gali Eska Music Awards w Szczecinie.

## Dyskografia

### Albumy studyjne
| Tytuł                      | Dane dot. albumów                                                                     | Najwyższe pozycje na listach | Najwyższe pozycje na listach |
| Tytuł                      | Dane dot. albumów                                                                     | UK                           | US Heat                      |
| -------------------------- | ------------------------------------------------------------------------------------- | ---------------------------- | ---------------------------- |
| Bundle of Tantrums         | - Wydany: 6 września 2013 - Wytwórnia: wydanie niezależne - Format: Digital download  | 160                          | 8                            |
| Another Bundle of Tantrums | - Wydany: 20 kwietnia 2014 - Wytwórnia: wydanie niezależne - Format: Digital download | 126                          | 9                            |

### Minialbumy (EP)
| Tytuł                 | Dane dot. albumów                                                                         |
| --------------------- | ----------------------------------------------------------------------------------------- |
| Under the Willow Tree | - Wydany: 20 października 2013 - Wytwórnia: wydanie niezależne - Format: Digital download |
| Take Cover            | - Wydany: 9 grudnia 2014 - Wytwórnia: wydanie niezależne - Format: Digital download       |
| Adore EP              | - Wydany: 18 września 2015 - Wytwórnia: Atlantic Records - Format: CD, digital download   |
| Wonderland EP         | - Wydany: 9 maja 2017 - Wytwórnia: Atlantic - Format: Digital download                    |
| Colour                | - Wydany: 29 marca 2019 - Wytwórnia: Atlantic - Format: Digital download                  |

### Single

#### Jako główny artysta
- 2015: „Ain't Nobody” (Jasmine Thompson Cover)
- 2015: „Adore” – złota płyta w Polsce[10]
- 2015: „Do It Now”
- 2015: „Great Escape”
- 2017: „Old Friends” (oryginalny singiel i remix Jonasa Blue)
- 2020: „Funny” (wraz z Zeddem)

#### Z gościnnym udziałem
- 2014: „Sun Goes Down” (singiel Robina Schulza)
- 2015: „Ain’t Nobody (Loves Me Better)” (singiel Felixa Jaehna) – 4x platynowa płyta w Polsce[11]
- 2015: „Unfinished Sympathy” (singiel The Six)
- 2016: „Rise Up” (singiel Thomasa Jacka)